# Посмотри на меня (фильм, 2004)
Посмотри на меня (фр. Comme une image) — кинофильм режиссёра Аньес Жауи, вышедший на экраны в 2004 году. На 57-м Международном Каннском кинофестивале фильм получил награду за лучший сценарий.

## Сюжет
Лолита Кассар — дочь известного писателя Этьенна. Несмотря на то, что у девушки «звёздный» папа, ей приходится бороться с множеством комплексов — не удалась ни внешностью, ни фигурой. Но и это не самое страшное. Ведь величайшие страдания причиняет Лолите её собственный отец, чье внимание она постоянно пытается завоевать. Своей главной конкуренткой она считает молодую и красивую жену отца, из-за которой он её игнорирует. Чтобы хоть в чём-то превзойти мачеху, Лолита решает брать уроки пения.

## В ролях
| Актёр          | Роль          |
| -------------- | ------------- |
| Марилу Берри   | Лолита Кассар |
| Аньес Жауи     | Сильвия Милле |
| Жан-Пьер Бакри | Этьен Кассар  |
| Серж Рябукин   | Феликс        |
| Мишель Моретти | Эдит          |